# كيث باركنسون
كيث باركنسون (بالإنجليزية: Keith Parkinson)‏ هو رسام أمريكي، ولد في 22 أكتوبر 1958 في ويست كوفينا في الولايات المتحدة، وتوفي في 26 أكتوبر 2005 في سان دييغو في الولايات المتحدة بسبب ابيضاض الدم.

## وصلات خارجية
- كيث باركنسون على موقع ميوزك برينز (الإنجليزية)